# GWR-Klasse Star
Die Klasse Star  war eine Baureihe von Breitspur-Dampflokomotiven mit der Achsfolge  1A1 für Schnellzüge der Great Western Railway.
Die Baureihe Star wurde mit 12 Exemplaren auf Veranlassung von Sir Daniel Gooch von Robert Stephenson für die Great Western Railway zwischen 1838 und 1842 geliefert.  Sie war der Vorläufer und Vorbild für die von Gooch selbst entworfene GWR-Klasse Firefly.
Die Außerdienststellung der ganzen Serie erfolgte zwischen April 1864 und September 1871.
Eine 1923 gefertigte Replik ist im Swindon Steam Railway Museum aufgestellt.